# Rondibilis binhana
Rondibilis binhana là một loài bọ cánh cứng trong họ Cerambycidae.